# تبوت (دهانه)
تبوت یک دهانه برخوردی در ماه‌ است.